# Chích cánh cụt
Acrocephalus concinens là một loài chim trong họ Acrocephalidae.